# Яковлев, Владимир Фёдорович
Владимир Фёдорович Яковлев (14 марта 1930, Ленинград, СССР — 29 сентября 2009, Санкт-Петербург) — советский яхтсмен, Почётный мастер спорта СССР, участник Олимпийских игр 1972 года.

## Биография
Подростком в 1941 году оказался на оккупированной территории в Псковской области, где вступил в партизанский отряд. Был разведчиком.
С 1946 года по 1952 год служил в Дунайской военной флотилии электриком-мотористом на торпедном катере. Там же начал заниматься парусным спортом.
После демобилизации поступил в Научно-производственное объединении имени Коминтерна (Ленинград), совмещая работу с занятиями парусным спортом. Считался уникальным специалистом. Его труд на оборонном предприятии был оценён высшей государственной наградой СССР — «Орденом Ленина» (1971).
Был многократным чемпионом СССР по парусному спорту в классе Дракон.
На Летних Олимпийских играх 1972 в качестве шкотового был четырнадцатым в классе «Дракон» в составе экипажа: Хабаров, Борис Александрович — рулевой и Николай Громов — второй шкотовый. Любопытный факт: король Испании Хуан Карлос I занял пятнадцатое место в этом классе.
После ухода на пенсию гонялся на крейсерской яхте и работал электриком в яхт-клубе «Водник» Балтийского морского пароходства.
Скончался 29 сентября 2009 года. Похоронен на Смоленском кладбище Санкт-Петербурга.

## Государственные награды
- Медаль «За победу над Германией в Великой Отечественной войне 1941—1945 гг.».
- Орден Ленина.